# Мамая
Мама́я (рум. Mamaia) — климатический и грязевой курорт в Румынии, на берегу Чёрного моря, в жудеце Констанца в Добруджи. Представляет собой северную часть города Констанца. Курорт является косой между Чёрным морем и озером Сютгол (на турецком «молочное озеро») 8 км длиной и 300 м шириной. Вода тёплая до поздней осени (лучшая: 15 мая-25 сентября).

## История
Комплексное освоение территории началось в 1958 году. Крупнейшие ансамбли: курортные комплексы на 10 000 мест («Карпацы», 1960—1962, архитекторы Л. Штадекер и другие), на 1500 мест (1967, архитектор И. Рейналдо) и другие, состоящие из зон отдыха, торговых центров, гостиниц, ресторанов, среди которых — отели «Парк» (1962, архитектор В. Константинеску), «Перла» (1962, архитектор М. Лауриан), летний театр и торговый центр (1963, архитекторы А. Солари-Гримберг и М. Лауриан), спортивные сооружения.

## Курорт

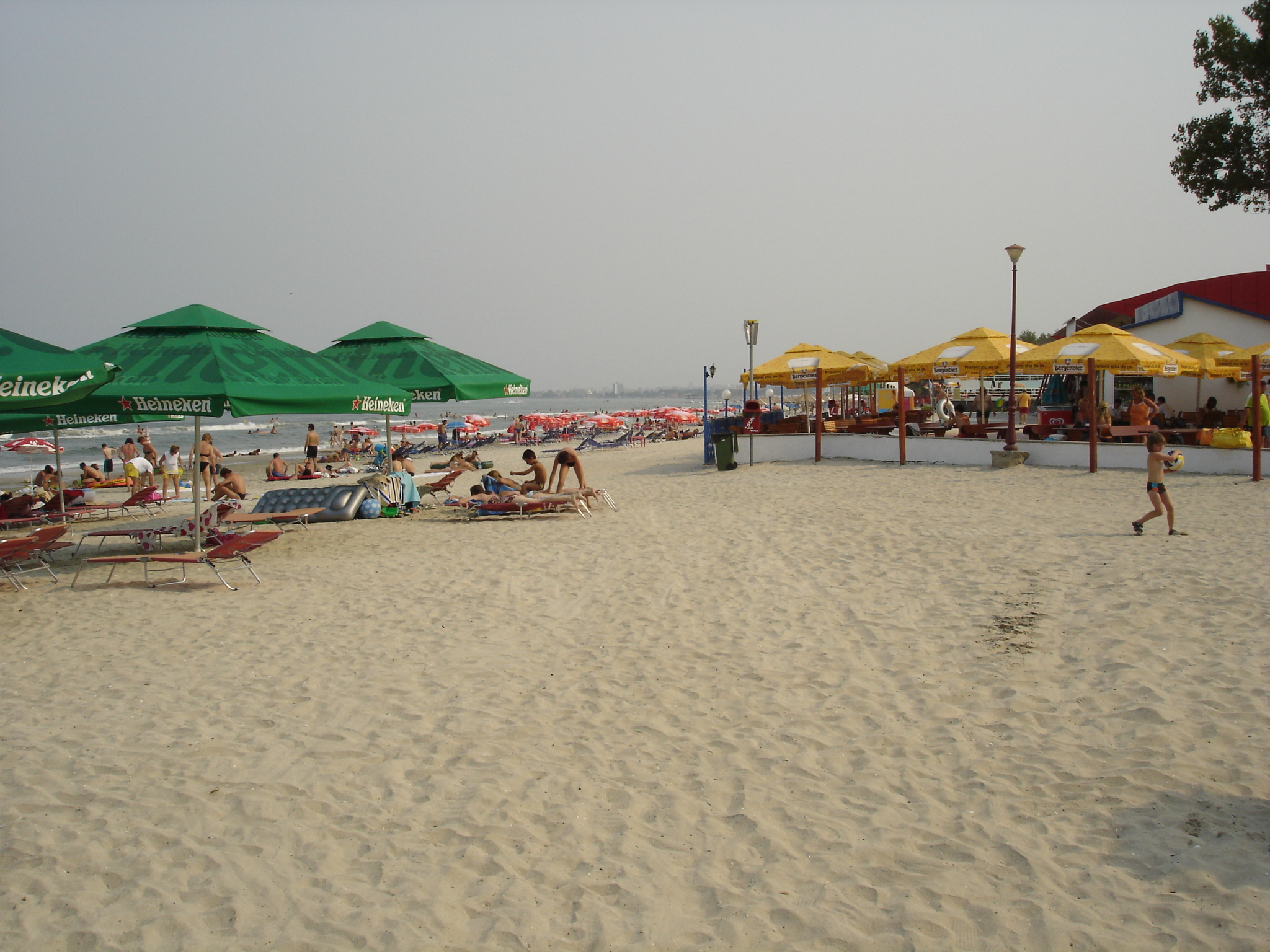
Пляж

Очень теплое лето (средняя температура июля 23 ° С) и мягкая зима (средняя температура января 2 ° С); осадков 400 мм в год. Основные лечебные средства: морские купания (с середины июня до конца сентября), солнечно-воздушные ванны. Широкий мелкопесчаный пляж.
Грязелечение (иловая грязь озера Текиргёл). Виноградолечение. Лечение больных с заболеваниями верхних дыхательных путей, опорно-двигательной системы, нервной системы, анемией.